# Harrison Reed
Harrison James Reed (Worthing, Anglia, 1995. január 27. –) angol utánpótlás válogatott labdarúgó, aki jelenleg a Norwich Cityben játszik középpályásként, kölcsönben a Southampton-tól.

## Pályafutása
Reed 2013. augusztus 27-én, egy Barnsley elleni idegenbeli Ligakupa-meccsen mutatkozott be a Southampton első csapatában. Az 5-1-re megnyert találkozón a 81. percben állt be csereként. December 7-én, a Manchester City ellen a Premier League-ben is lehetőséget kapott. Kezdőként első alkalommal 2014. december 20-án, az Everton ellen kapott először lehetőséget a bajnokságban, végigjátszva a mérkőzést.

## Külső hivatkozások
- Harrison Reed pályafutásának statisztikái a Soccerbase oldalon (angolul)